# Norbert Siedler
Norbert Siedler (ur. 29 grudnia 1982 w Wildschönau) – austriacki kierowca wyścigowy.
Siedler od 2008 roku startuje w serii wyścigowej Porsche Supercup. W latach 2008–2012 jego najlepszym wynikiem było zwycięstwo w Grand Prix Hiszpanii w 2010 roku na torze Catalunya. Sezon 2011 zakończył jako wicemistrz. Siedler wygrał również drugi wyścig w Bahrajnie w 2012 roku.